# Artus Quellinus il Giovane
Artus Quellinus il Giovane, o Arnoldus Quellinus (Sint-Truiden, 10 novembre 1625 – Anversa, 22 novembre 1700), è stato uno scultore fiammingo che ha avuto un ruolo importante nello sviluppo della scultura barocca del nord Europa.

## Biografia
Artus Quellinus il Giovane appartiene alla d'artisti dei Quellinus, o Quellin. Era il nipote dello scultore Erasmus Quellinus il Vecchio (1584-1639) e cugino del celebre scultore Artus Quellinus il Vecchio (1609-1668) presso il quale si formò divenendo maestro della Gilda di San Luca di Anversa nel 1650-51.
Fra il 1652 e il 1654 raggiunge a Amsterdam suo cugino Artus Quellinus il Vecchio con il quale collabora assiduamente nella decorazione dell'allora Municipio, poi divenuto Palazzo reale.
Si sposò nel 1653 con Anna Maria Gabron.
Nel 1655 intraprende un viaggio in Italia, toccando Torino, Firenze e Roma. Tornerà ad Anversa nel 1657 e ne diverrà cittadino l'11 maggio 1663.
Sua moglie muore il 15 ottobre 1668 e l'anno seguente si risposa con Cornelia Volders.
Nell'ultima parte della sua vita riceve numerose commissioni soprattutto per arredamenti di chiese e monumenti funerari.
I suoi figli Thomas Quellinus e Artus Quellinus III divengono scultori; Cornelis sarà pittore.

## Stile

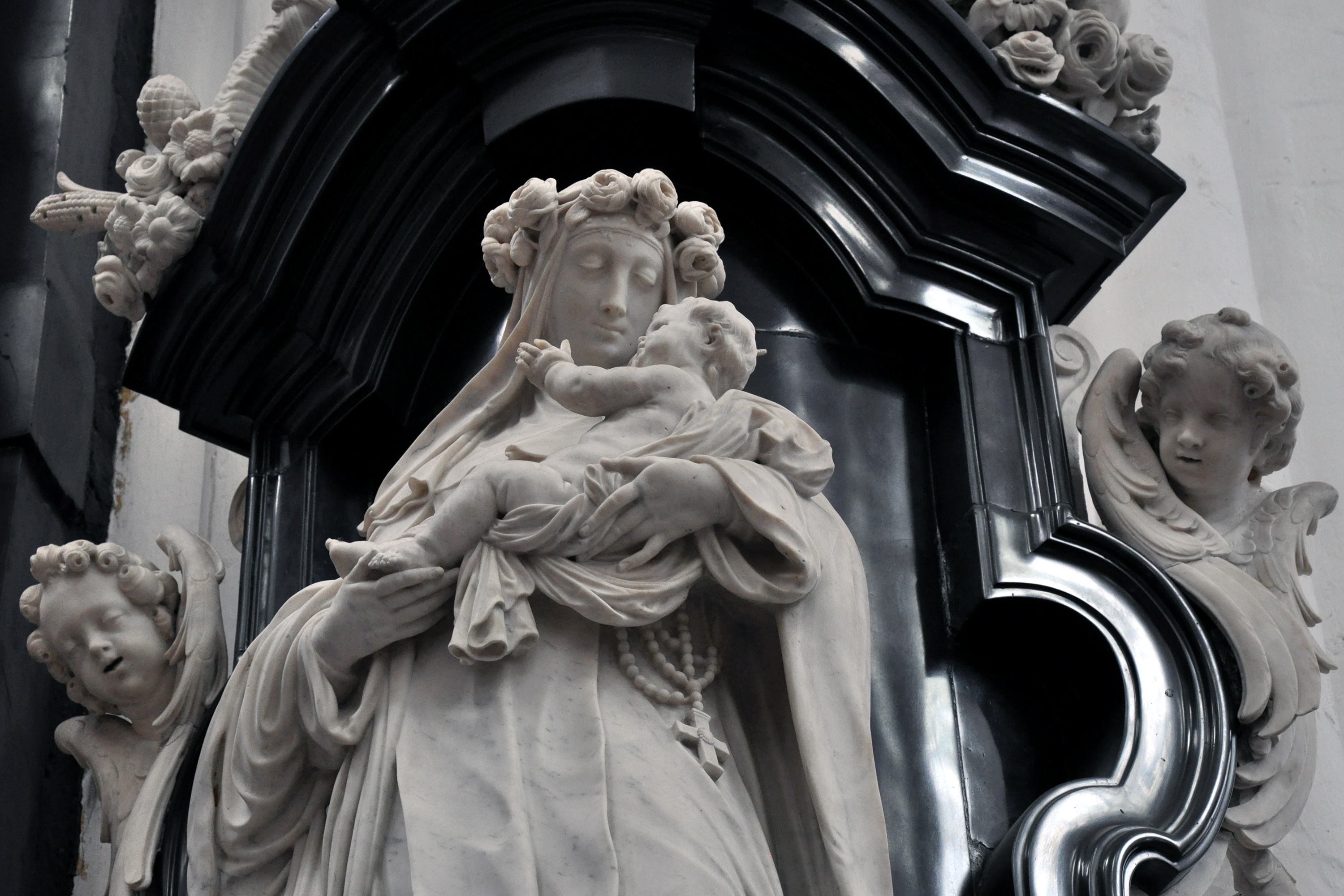
Gruppo di Santa Rosa da Lima, Chiesa di San Paolo, Anversa

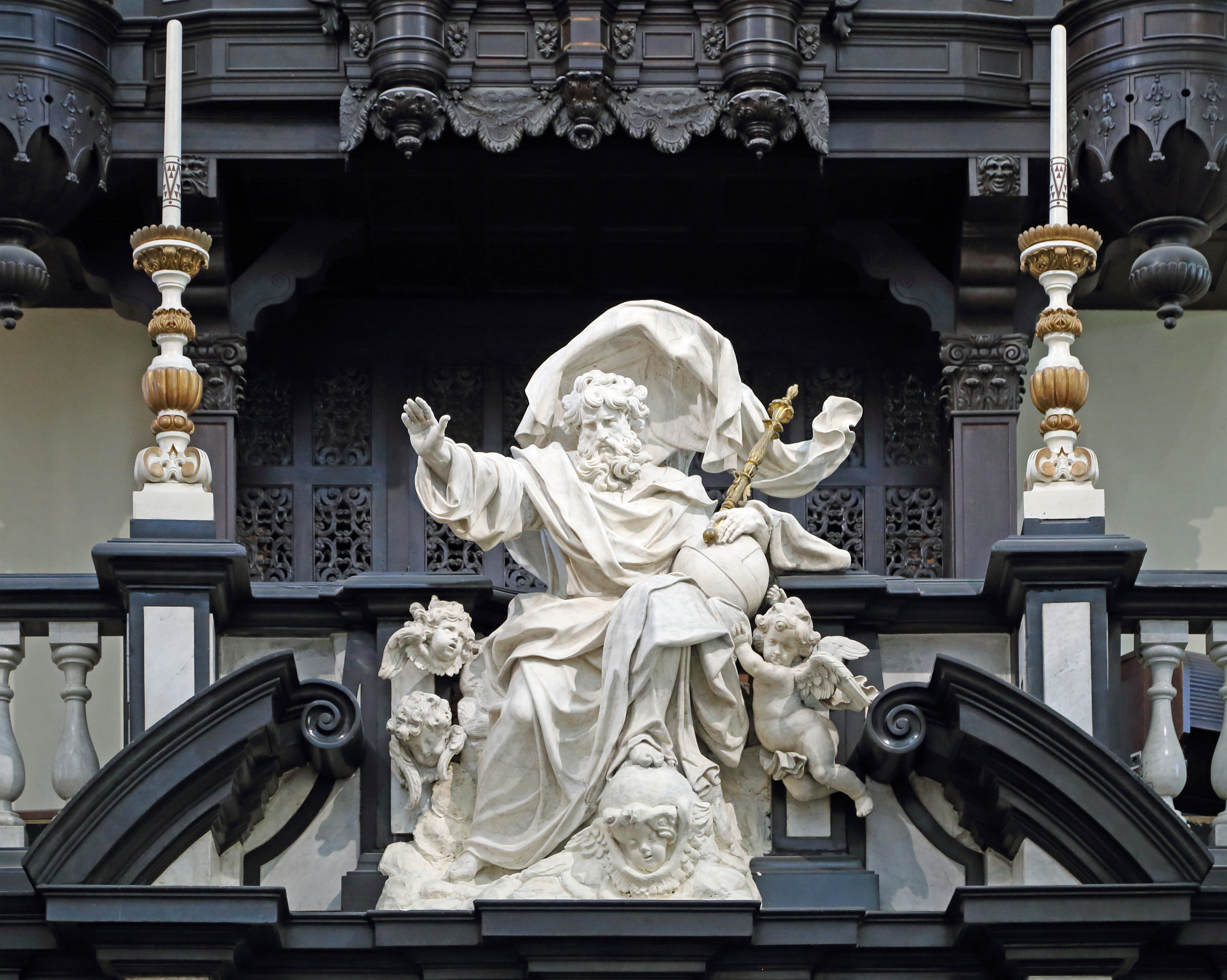
Gruppo di Dio Padre, Cattedrale di Bruges.

Il suo stile rimarca un'evoluzione nella scultura barocca fiamminga verso una forma più espressiva e drammatica. Infatti a differenza del celebre cugino Artus Quellinus il Vecchio, improntato sullo stile del suo maestro François Duquesnoy, volto alla scultura antica; Artus Quellinus il Giovane era più ispirato dal Bernini e da Lucas Faydherbe (allievo di Rubens), primo scultore di Malines, quindi più attento all'espressività che alla solennità.
Si riflette infatti sui corpi graziosi delle sue sculture, i drappeggi leggeri e voluttuosi, i capelli mossi dal vento e le espressioni dei visi con poco senso realistico.
I suoi figli hanno contribuito a trasmettere il suo stile all'estero: Thomas nella Germania del nord e Danimarca, e Artus Quelli III in Inghilterra.

## Opere
- Gruppo di Santa Rosa da Lima, marmo di Carrara, 1666-70, Chiesa di San Paolo, Anversa[2].
- Pulpito, legno di rovere, 1667-70, Chiesa di Santa Valpurga, Bruges.
- Balaustra marmorea, Cattedrale di San Rombaldo, Malines.
- Tomba della badessa Anna-Catharina de Lamboy per l'Abbazia di Herkenrode, 1668-75, oggi alla Basilica di Virga-Jesse, Hasselt.
- Tomba del vescovo Ambrosius Capello, 1676, Cattedrale di Nostra Signora, Anversa.
- Gruppo di Dio Padre, 1682, Cattedrale di San Salvatore, Bruges.
- Altar maggiore con l'Apoteosi di San Giacomo, 1685, Chiesa di San Giacomo, Anversa.
- Facciata, 1689, Oude Vismijn (Vecchio mercato del pesce), Gent[4].

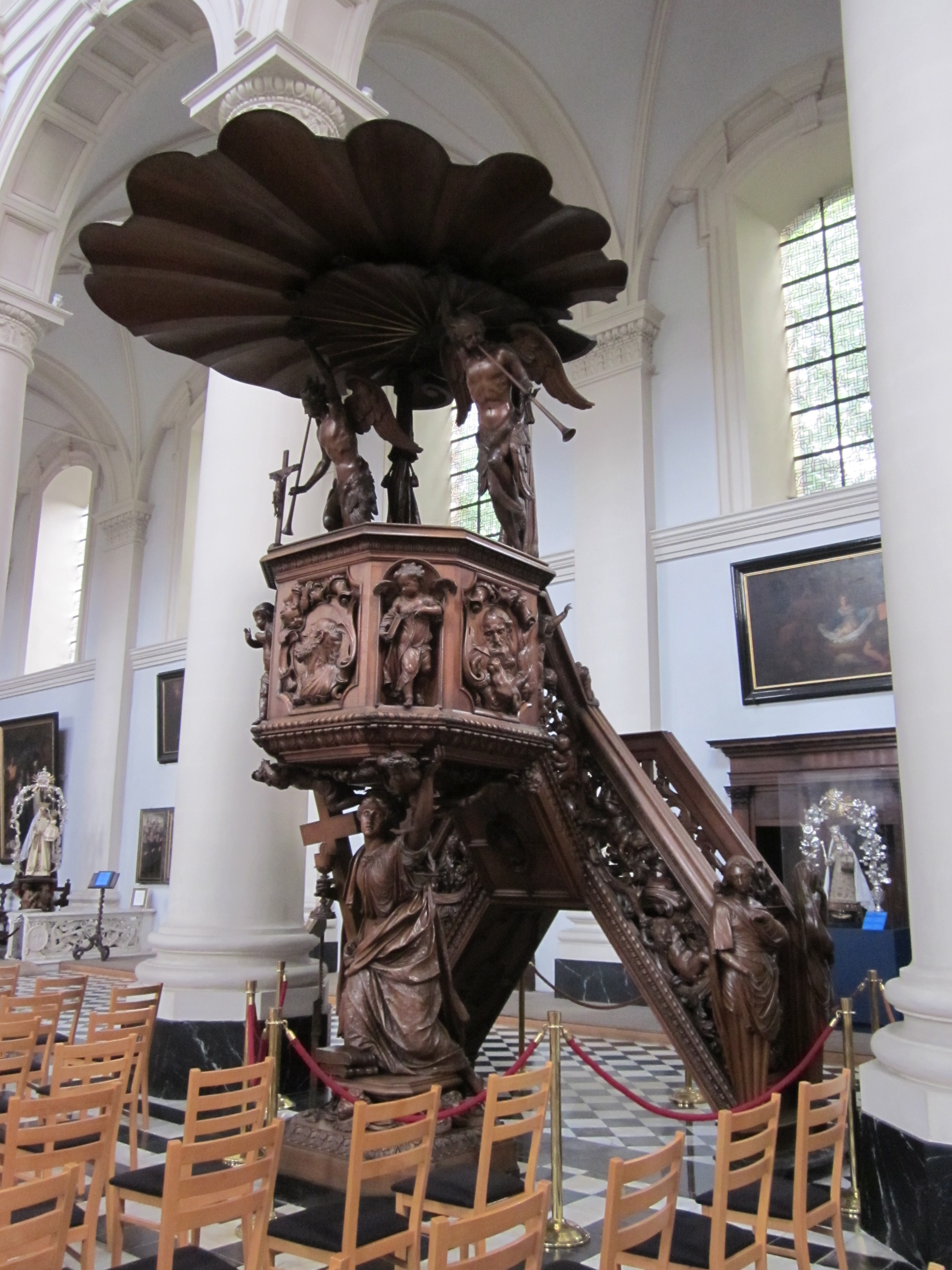
Pulpito di Santa Valpurga
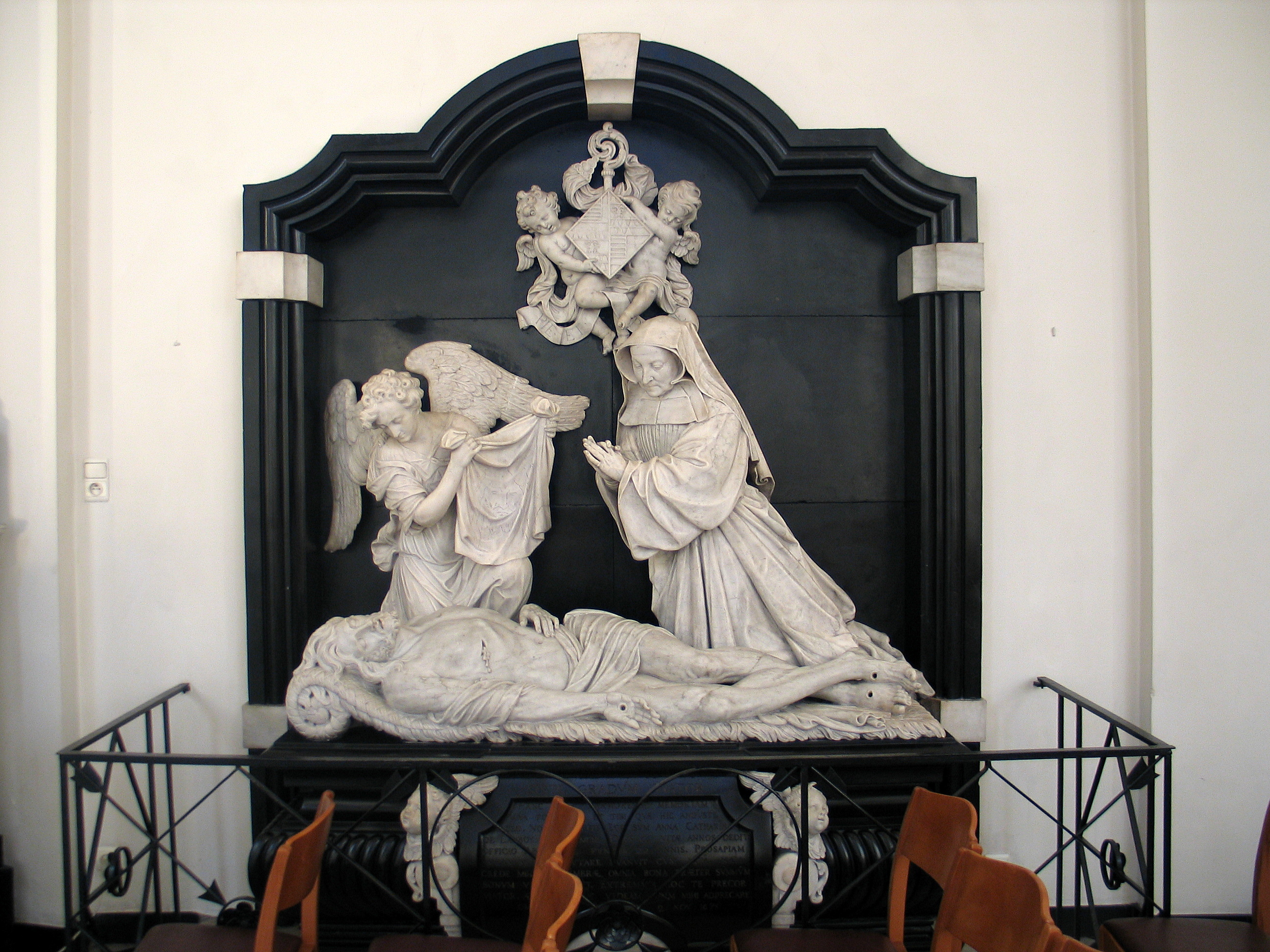
Tomba della badessa Anna-Catharina de Lamboy
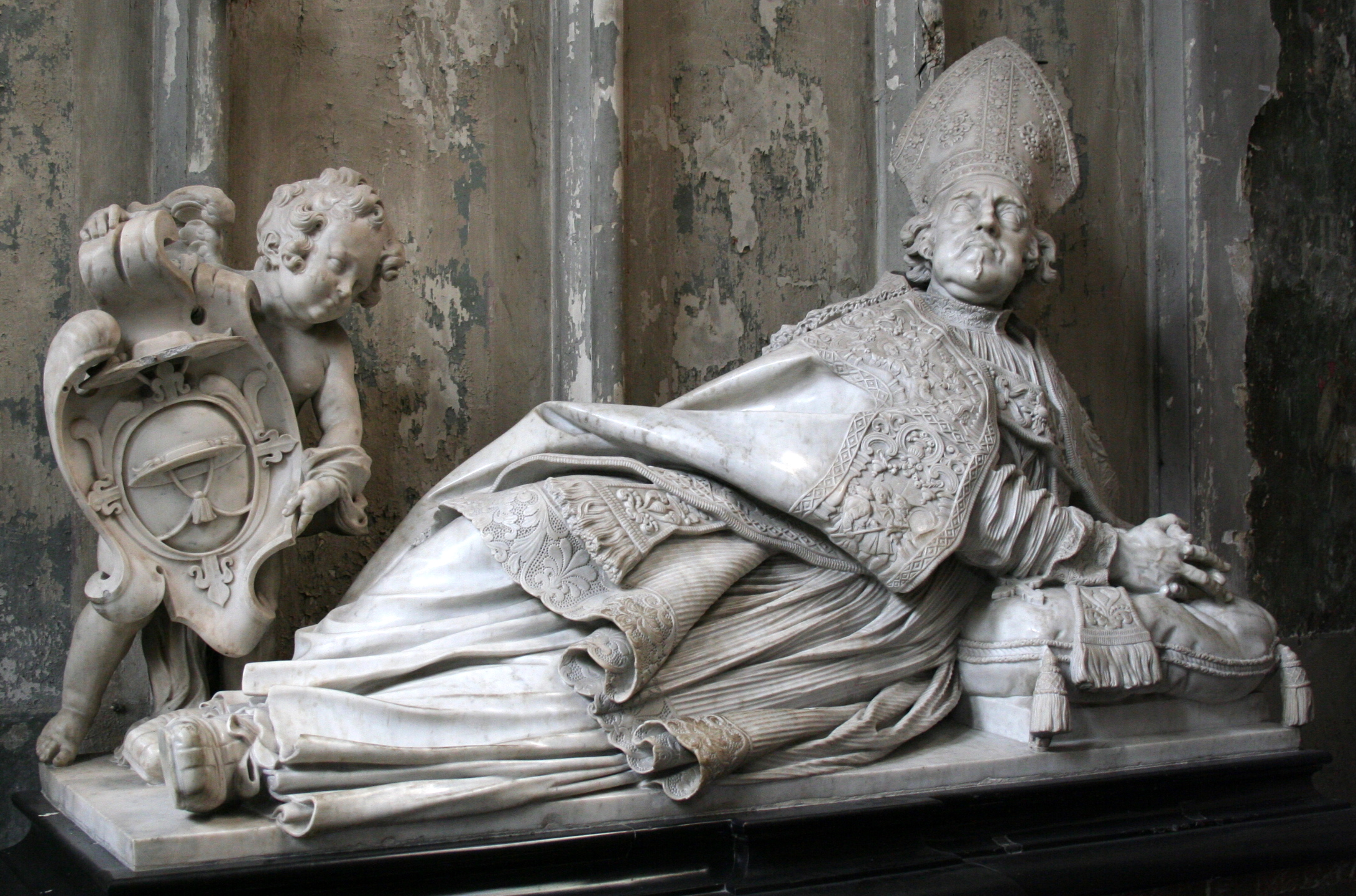
Tomba del vescovo Ambrosius Capello
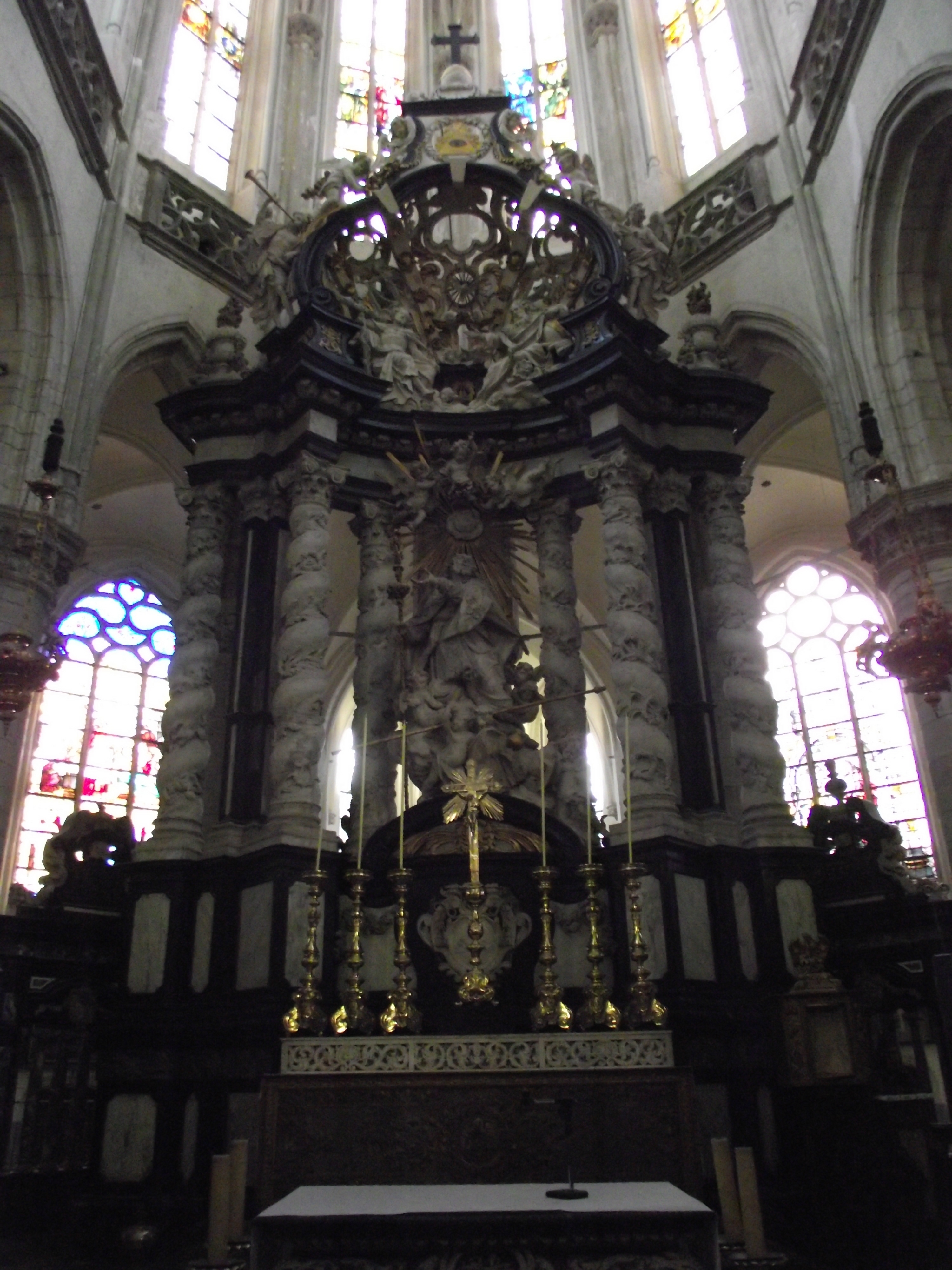
Altar maggiore con l'Apoteosi di San Giacomo
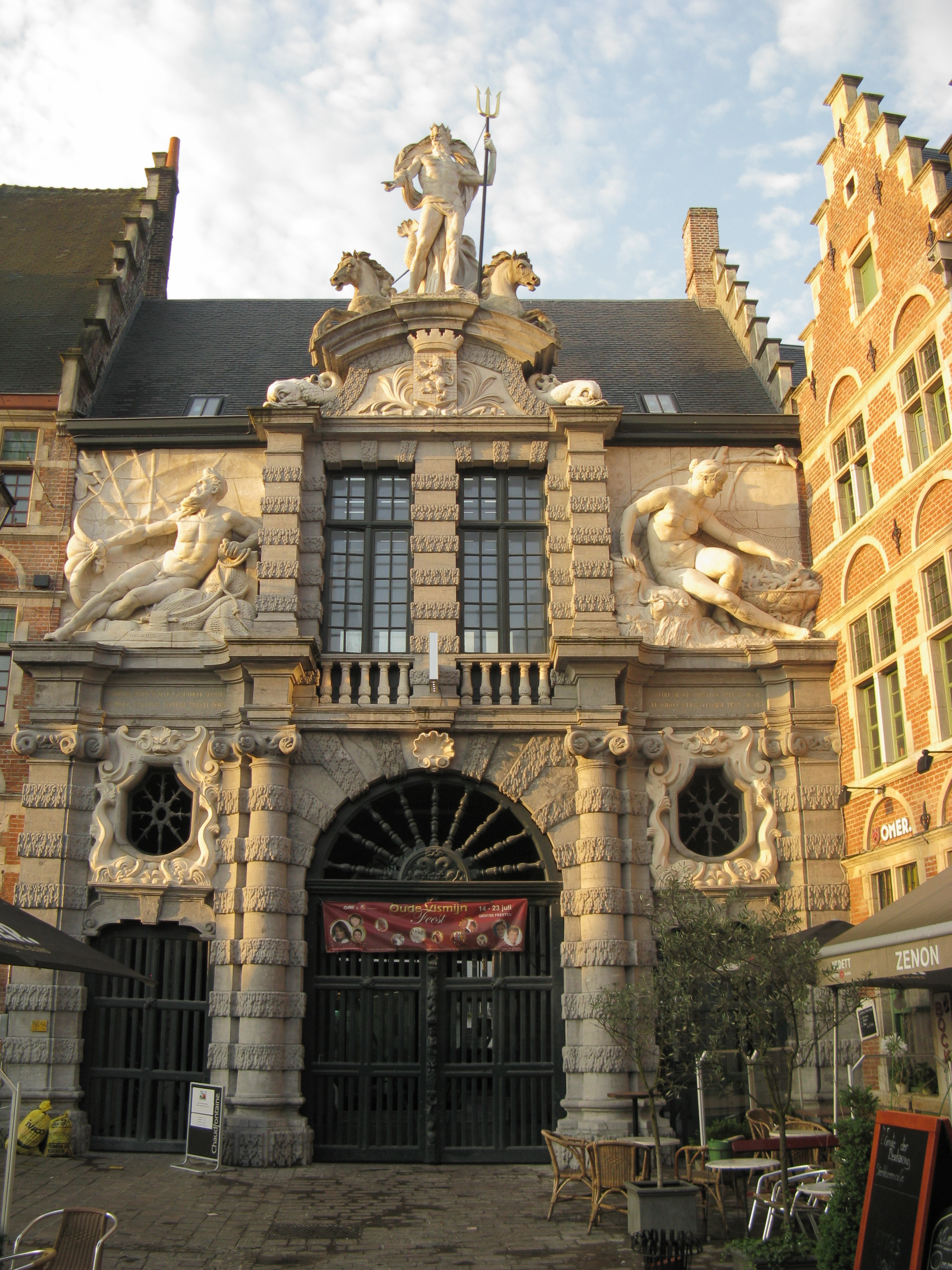
Facciata dell'Oude vismijn di Gent